# Lago Neu Zachun Kies
El lago Neu Zachun Kies (en alemán: Neu Zachun Kiessee) es un lago situado en el distrito de Ludwigslust-Parchim, en el estado de Mecklemburgo-Pomerania Occidental (Alemania), a una altitud de 34.4 metros; tiene un área de 10 hectáreas.